# 藏巴哇镇
藏巴哇镇，是中华人民共和国甘肃省甘南藏族自治州卓尼县下辖的一个乡镇级行政单位。
2017年3月15日，甘肃省民政厅批复同意撤销藏巴哇乡，设立藏巴哇镇。

## 行政区划
藏巴哇镇下辖以下地区：
柳林村、包舍口村、新堡村、候旗村、上扎村、恰布村、柏林村、石达滩村和巴都村。